# كتاب موزيلا

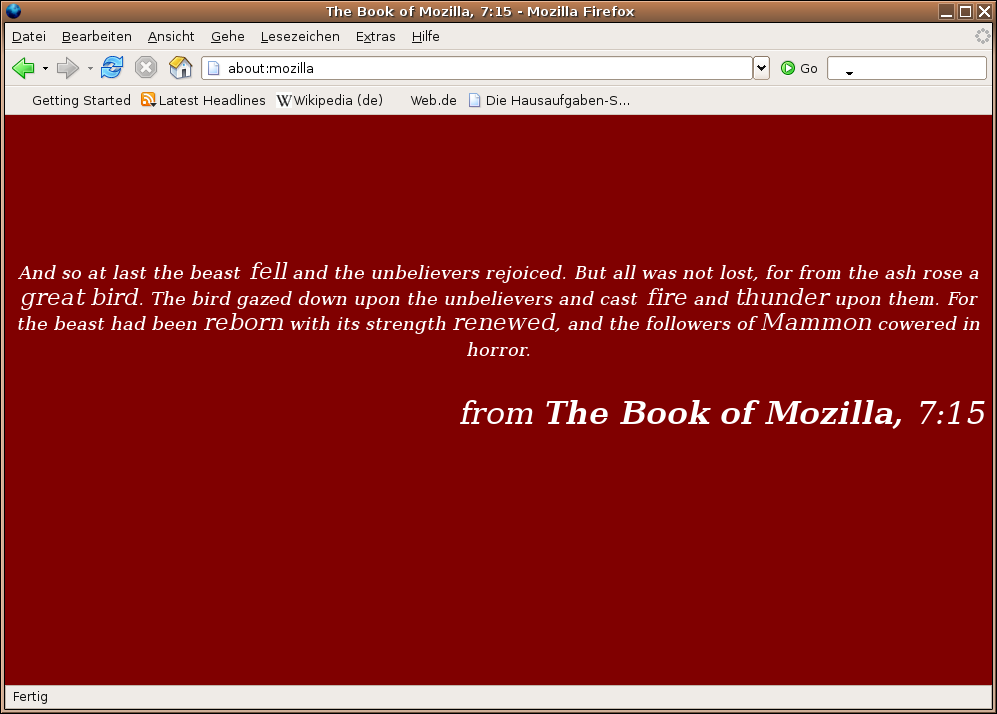

كتاب موزيلا هو إيستر إيغ معلوماتية، توجد بالمتصفحات نتسكيب نافيجاتور وموزيلا فيرفكس وقارئ البريد سي منكي

## وصف
لا يوجد في الحقيقة كتاب اسمه «كتاب موزيلا»، لكن بعض الفقرات السرية في المتصفحات نتسكيب نافيجاتور وموزيلا فيرفكس توحي بذلك بإظهار بعض المقاطع شبيهة برؤيا يوحنا في الإنجيل. عندما تكتب about:mozilla في شريط العنوان للمتصفح، يظهر نص عبارة عن لغز بلون أبيض على خلفية بلون كستنائي في نافدة المتصفح.

توجد لحد الآن أربع مقاطع رسمية (رسمية بمعنى أنه تم تضمينها في الإصدارات الأخيرة من المتصفحات)، رغم أنه يمكن العثور على آيات غير رسمية عديدة على الشبكة العالمية. هذه الآيات الأربع تشير إلى فصول وآيات كما في الإنجيل،(مثال: 12:10، 3:31، 7:15، و 11:9)، ولكن هذه الآيات هي في الواقع إشارات إلى تواريخ هامة في تاريخ نتسكيب نافيجاتور وموزيلا فيرفكس.

الآيات الأربع تشير إلى «وحش» مخيف، حيث أنه في سنواتها الأولى، كانت لدى شركة نتسكيب للاتصالات تميمة تشبه السحلية أو تنين أخضر. يمكن أن نستنتج أن هذا «الوحش» يشير إلى تلك التميمة وأنه بمثابة تجسيد للنتسكيب.

الطبيعة الغامضة لهذه الآيات تدعو، بعد قصة نتسكيب وموزيلا، أن تعطيهم هذا المعنى. بالإضافة إلى ذلك، مصدر HTML للصفحة [www.mozilla.org/books] يحتوي على تعليقات على كل هذه الآيات، تمت كتابة هذه التعليقات من قبل كابيلو فاليريو في مايو 2004 وتمت إضافتها إلى الموقع الإلكتروني لمؤسسة موزيلا في أكتوبر تشرين الأول من طرف نيكولاس ديبوت.لكن وجود التعليقات هذه على الموقع الرسمي لا يمكن أن تعطيهم صفة «الرسمية» حيث يجب علينا أن نضع في اعتبارنا أن لا كابيلو ولا ديبوت أعضاء في فريق «القرار» لمؤسسة موزيلا. لذلك قد تكون تفسيرات كابيلو ملفقة.

قبل نتسكيب 1.1، كتاية about:mozilla في شريط العنوان للمتصفح كان يعرض «قوانين موزيلا!».

## كتاب موزيلا، 12:10
And the beast shall come forth surrounded by a roiling cloud of vengeance. The house of the unbelievers shall be razed and they shall be scorched to the earth. Their tags shall blink until the end of days.
from The Book of Mozilla,  12:10
الترجمة العربية
 ويخرج الوحش محاطا بسحابة تتحرك من شدة الانتقام. يجب هدم منزال الغير الأوفياء ويجب حرقها على الأرض. ويجب على ملصقات تسمياتهم أن تومض حتى نهاية الأيام.
من  كتاب موزيلا،  12:10
في مصدر HTML للنص، المقطع مرافق بملاحظة:
```
<!-- 10th December 1994: Netscape Navigator 1.0 was released -->

<!-- This verse announces the birth of the beast (Netscape) and warns bad coders (up to Netscape 3, when you

watched the HTML source code with the internal viewer, bad tags blinked). -->

```

## كتاب موزيلا، 03:31
And the beast shall be made legion. Its numbers shall be increased a thousand thousand fold. The din of a million keyboards like unto a great storm shall cover the earth, and the followers of Mammon shall tremble.
من كتاب موزيلا،  3:31

(Red Letter Edition)
في مصدر HTML, المقطع مرفوق بالملاحظة:
```
<!-- 31st March 1998: the Netscape Navigator source code was released -->

<!-- The source code is made available to the legion of thousands of coders of the open source community,

that will fight against the followers of Mammon (Microsoft Internet Explorer). -->

```

## كتاب موزيلا، 07:15
هذه الآية كتبت من قبل نيل ديكين. وقد تم تضمينه في كافة إصدارات موزيلا فايرفوكس منذ عام 2003 وسبتمبر (موزيلا 1.5 ولاحقا) والنسخ 7.2 ونتسكيب في وقت لاحق (باستثناء بعض الإصدارات الأولية):
Alors, au final, la bête fut vaincue et les infidèles se réjouirent. Mais tout n'était pas perdu, car des cendres s'éleva un majestueux oiseau. L'oiseau scruta les infidèles et lança sur eux le feu et le tonnerre. Dès lors que la bête fut réincarnée et sa puissance renouvelée, les disciples de Mammon se tapirent dans l'horreur.
d'après Le Livre de Mozilla,  7:15
و الذي يمكن ترجمته كالآتي:
هكذا وفي النهاية، هُزم الوحش وابتهج غير الأوفياء. لكن لم يُفقد كل شيء، لأنه من الرماد ارتفع طائر مهيب. حدق الطائر في غير الأوفياء وألقى عليهم النار والرعد. وعندما تجسد الوحش من جديد وجدد قواه، أصاب أتباع الماموت رعب شديد.
عن كتاب موزيلا،  7:15
07:15 يشير إلى 15 يوليو 2003، اليوم الذي أغلقت فيه أمريكا أون لاين فرع نتسكيب وانطلاق مؤسسة موزيلا.
في مصدر HTML للمقطع، المقطع مرفوق بالملاحظة:
```
<!-- 15th July 2003: AOL closed its Netscape division and the Mozilla foundation was created -->

<!-- The beast died (AOL closed its Netscape division) but immediately rose from its ashes (the creation 

of the Mozilla foundation and the Firebird browser, although the name was later changed to Firefox). -->

```

هزيمة «الوحش» يشير إلى أغلاق نتسكيب، من قبل شركة AOL . «الطائر المهيب» التي ارتفع من تحت الرماد هو على الارجح مؤسسة موزيلا التي أطلقت لتواصل تطوير موزيلا. الطائر ارتفع من تحت الرماد مثل طائر الفينيق - في إشارة إلى الاسم الأصلي لموزيلا فايرفوكس (كانت تسمى فايربيرد في ذلك الوقت عندما كانت مكتوبة هذه الآيات). رمى الطائر النار والرعد على الغير الأوفياء: إشارات مباشرة إلى فايربيرد موزيلا (فايرفوكس الآن)، وموزيلا ثندربيرد، اللذان أصبحا أولويات مؤسسة موزيلا بضعة أشهر قبل 15 يوليو. حقيقة أن الوحش «المتقمص» يشير إلى أن روح نتسكيب لا تزال تعيش من خلال مؤسسة موزيلا (في جزء يتكون من الموظفين السابقين في نتسكيب)، وقد تم «تجديد» قوتها نظرا لأن مؤسسة موزيلا كانت أقل اعتمادا على أمريكا أون لاين. وأخيرا، «الجشع» (الغني، الثري) هو على الارجح مايكروسوفت، المنافس الرئيسي التجاري للمؤسسة.

## كتاب موزيلا، 11:09
منذ فايرفوكس 3، جزء جديد من الكتاب متضمن في موزيلا فايرفوكس.

Mammon s'était endormi. Et la bête réincarnée se répandit sur la terre et son nombre se fit légion. Et ils parlèrent au Temps et ils firent l'offrande de leur moisson au feu, avec la ruse des renards. Et ils bâtirent un nouveau monde à leur image comme le promettaient les paroles sacrées, et ils parlèrent de la bête avec leurs enfants. Lorsque Mammon se réveilla, voilà ! ce n'était plus rien qu'un disciple.
d'après Le Livre de Mozilla,  11:9
(10e Édition)
و الذي ممكن ترجمته كالآتي

كان الماموت في سبات. وانتشر الوحش المتجسد في الأرض، وقد أصبح عدده فيالق. وتحدثوا عن الزمن الماضي وهم يطهون محاصيلهم على النار، مع مكر الثعالب بالجوار. وقاموا ببناء عالم جديد حسب تصورهم كما وعد به النص المقدس، وتحدثوا عن الوحش مع أطفالهم. عندما استيقظ الماموت! وجد نفسه سوى تابع.
عن كتاب موزيلا،  11:9
(10e Édition)
في إصدار HTML من النص، يرافق الاقتباس من التعليق:
```
<!-- 9th November 2004: Firefox 1.0 is officially released -->

<!-- The worldwide support of Firefox fans leads to its success, illustrating the power of community-based 

open source projects. -->

```

و الذي يمكن ترجمته كالآتي:
- نوفمبر 2004: إصدار فايرفوكس 1.0
- أدى الدعم العالمي من مشجعي برنامج فايرفوكس لنجاحها، مما يدل على قوة المشاريع المفتوحة المصدر مع المجتمع القائم.

النص الجديد ربما يشير إلى ارتفاع أعداد مستعملي المتصفح فايرفوكس، في حين أن مايكروسوفت على وقفت غلى تطوير إنترنت إكسبلورر، التي ظلت لسنوات عدة في نسخته 6.

## وصلات خارجبة
كتاب موزيلا